# Alexander Carlisle

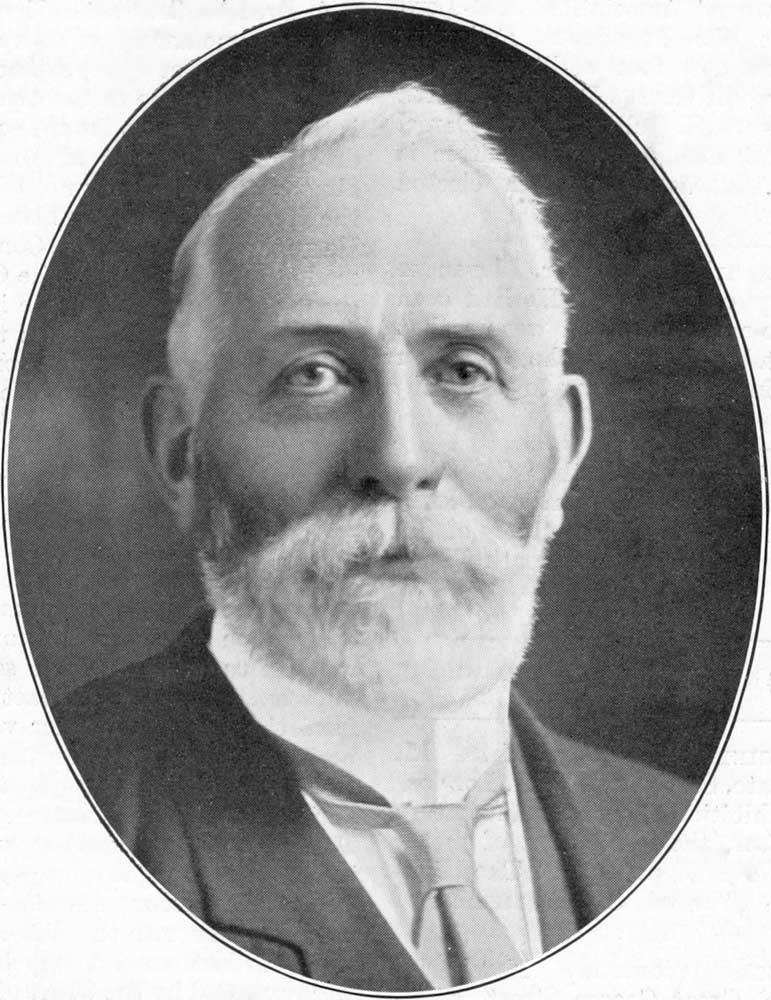
Alexander Carlisle

Alexander „Alick“ Montgomery Carlisle (* 8. Juli 1854 in Ballymena, County Antrim; † 5. März 1926 in London) war ein nordirischer Schiffbauer.
Er arbeitete von 1870 bis 1910 bei der Schiffswerft Harland & Wolff in Belfast. Im Jahr 1889 wurde er als Chefdesigner des technisch innovativen Schnelldampfers Teutonic bekannt. Seine letzte und bekannteste Arbeit war die Konstruktion der Olympic-Klasse. Daher war er einer der Hauptverantwortlichen für die Konstruktionspläne der Titanic. In seinen Aufgabenbereich fiel auch die Planung der Sicherheitsmaßnahmen, insbesondere die Ausstattung des Schiffs mit Rettungsbooten. Carlisle sprach sich dafür aus, die Schiffe der Olympic-Klasse mit 64 Rettungsbooten zu versehen; sein Vorgesetzter, William James Pirrie, setzte sich allerdings durch, der lediglich 16 Boote fertigen ließ, da sonst das Promenadendeck zugestellt würde. Pirrie war mit Carlisles Schwester Margaret Montgomery (1857–1935) verheiratet.
Carlisle war noch maßgeblich am Bau des Schwesterschiffs der Titanic, der Olympic, beteiligt. Allerdings gab er bereits im Jahr 1910 seine Stellung bei Harland & Wolff auf. Nach dem Untergang der Titanic sagte Carlisle vor der zuständigen Untersuchungskommission und bei verschiedenen Zivilgerichtsprozessen aus.